# Fredrik Hederstierna
Fredrik Ludvig Salomon Hederstierna, född 21 december 1828 i Näsby, Jönköpings län, död 8 oktober 1900 i Stockholm, var en svensk politiker; civilminister 1880–1883. Han var son till Carl Johan Hederstierna och far till Carl Hederstierna.
Hederstierna blev 1847 underlöjtnant vid Kalmar regemente, fick 1859 kaptens avsked och ägnade sig sedermera åt lantbruk. Han tog med utmärkelse del i riksdags- och kommittéarbeten, vilket medförde hans inkallande i statsrådet (Posses ministär) såsom chef för Civildepartementet 19 april 1880. Den 5 oktober 1883 utnämndes han till landshövding i Västmanlands län. I detta ämbete verkade Hederstierna till sin död och ägnade därvid särskilt sin uppmärksamhet åt vatten-avledningsfrågor, väg- och brobyggnader samt lasarettsväsendet.
Hederstierna var ledamot av Första kammaren 1868–1877 för Jönköpings län och 1878–1887 för Göteborgs och Bohus län samt av Andra kammaren 1888–1891 för Västerås och Köping. Hederstierna var 1876 ledamot och 1877 ordförande i kommittéerna ang. järnvägstrafikstyrelsens förvaltning, ledamot av 1876-1878 års kommitté ang. dövstumundervisningens ordnande och (från februari 1878) av 1877–1878 års kommitté ang. tillverkning och försäljning av brännvin; han var ordförande i 1884–1889 års arbetarförsäkringskommitté och strävade i denna egenskap ivrigt att åstadkomma ett för arbetarna gagneligt resultat. Han kallades 1880 till ledamot av Lantbruksakademien.